# مات فيليبس
مات فيليبس (بالإنجليزية: Matt Phillips)‏ (13 مارس 1991 بأيلزبري في المملكة المتحدة - ) هو لاعب كرة قدم بريطاني في مركز جناح ‏. شارك مع منتخب إنجلترا تحت 19 سنة لكرة القدم ومنتخب إنجلترا تحت 20 سنة لكرة القدم ومنتخب اسكتلندا لكرة القدم. أما مع النوادي، فقد لعب مع شيفيلد يونايتد وكوينز بارك رينجرز ونادي بلاكبول ووست بروميتش ألبيون وويكمب وندررز.

## وصلات خارجية
- مات فيليبس على موقع الاتحاد الدولي (مؤرشف)  (الإنجليزية)
- مات فيليبس على موقع الاتحاد الأوربي (الإنجليزية)
- مات فيليبس على موقع إي إس بي إن إف سي (الإنجليزية)
- مات فيليبس على موقع قاعدة بيانات كرة القدم.إي يو (الإنجليزية)
- مات فيليبس على موقع ناشيونال فوتبول تيمز (الإنجليزية)
- مات فيليبس على موقع Soccerbase.com (لاعب) (الإنجليزية)
- مات فيليبس على موقع Soccerway.com (الإنجليزية)
- مات فيليبس على موقع عالم كرة القدم.نت (الإنجليزية)